# Jade Fraser
Jade Fraser (Guadalajara, Jalisco, 8 de enero de 1993) es una actriz mexicana.

## Carrera artística
En 2010 a la edad de 17 años se empezó a capacitar actoralmente en el Centro de Educación Artística, ese mismo año debutó en la telenovela producida por Pedro Damián Niña de mi corazón con el personaje de Ximena junto a Paulina Goto.
En 2012, interpretó un papel secundario en la telenovela Abismo de pasión producción de Angelli Nesma Medina.
En 2013, tuvo una actuación especial de tres capítulos en la telenovela Amores verdaderos y también participó en La rosa de Guadalupe y Como dice el dicho. A mediados de ese mismo año se unió al elenco de Por siempre mi amor.
En 2014 trabajó en la telenovela producida por Nicandro Díaz González Hasta el fin del mundo versión de la telenovela argentina Dulce amor.
En junio de 2015, participó en teatro en la obra Gélidas caricias junto a Jorge Gallegos.En noviembre de ese mismo año obtuvo su primer papel antagónico en la segunda temporada de la telenovela A que no me dejas.
En 2016 protagoniza su primera obra de teatro musical llamada Aladino y la lámpara maravillosa con el papel de la "Princesa Jazmín" y también se integra al elenco de Yago producción de Carmen Armendáriz.
En 2017 participa en la telenovela Mi marido tiene familia junto a muchos grandes actores como Zuria Vega una producción de Juan Osorio.

## Trayectoria

### Telenovelas
| Año       | Telenovela              | Personaje                                           |
| --------- | ----------------------- | --------------------------------------------------- |
| 2010      | Niña de mi corazón      | Ximena Arrioja                                      |
| 2012      | Abismo de pasión        | Sabrina Tovar                                       |
| 2012-2013 | Amores verdaderos       | Fátima                                              |
| 2013-2014 | Por siempre mi amor     | Ileana Portillo                                     |
| 2014-2015 | Hasta el fin del mundo  | Daniela Ripoll Bandy                                |
| 2015-2016 | A que no me dejas       | Carolina Olvera                                     |
| 2017-2019 | Mi marido tiene familia | Linda Herminia Córcega Gómez                        |
| 2018      | Hijas de la luna        | Juana Soledad García / Juana Soledad Oropeza García |
| 2018      | Por amar sin ley        | Rocío de Durán                                      |
| 2020      | Vencer el miedo         | Cristina Durán Bracho                               |
| 2021      | Vencer el pasado        | Cristina Durán Bracho                               |
| 2022      | El último rey           | Joven María del Refugio «Cuquita» Abarca Villaseñor |
| 2023      | Un día para vivir       | Kenia                                               |

### Programas
| Año       | Programa                | Personaje                                 |
| --------- | ----------------------- | ----------------------------------------- |
| 2012-2016 | Como dice el dicho      | Miriam / Cata / Esther / Brandy           |
| 2013      | Cásate conmigo, mi amor | Anita                                     |
| 2013      | La rosa de Guadalupe    | Erika / Elena                             |
| 2016      | Yago                    | Julia Michel / Fabiana Yampolski Aramburu |
| 2022-2023 | Esta historia me suena  | Liliana / Maite                           |
| 2022      | Mujeres asesinas        | Ximena, Episodio "Llámame Paula"          |

### Cine
| Año  | Película                  | Personaje |
| ---- | ------------------------- | --------- |
| 2016 | Busco novio para mi novia | Sol       |

### Teatro
| Año  | Obra                        | Personaje       |
| ---- | --------------------------- | --------------- |
| 2015 | Gélidas caricias            | Susana          |
| 2016 | Aladino y la lámpara mágica | Princesa Jazmín |

## Premios y nominaciones

### Premios TVyNovelas
| Año  | Categoría            | Programa                | Resultado |
| ---- | -------------------- | ----------------------- | --------- |
| 2019 | Mejor actriz juvenil | Mi marido tiene familia | Nominada  |

### Premios TV Adicto Golden Awards 2018
| Categoría                          | Telenovela       | Resultado |
| ---------------------------------- | ---------------- | --------- |
| Mejor Lanzamiento Estelar Femenino | Hijas de la luna | Ganadora  |